# Yui Ogura
Yui Ogura (japoneză 小倉 唯, transliterat: Ogura Yui, n. 15 august 1995, Midori, Prefectura Gunma, Japonia) este o actriță de dublaj și cântăreață japoneză.

## Carieră
În 2009, Ogura a efectuat captarea mișcărilor pentru Hatsune Miku în jocul Hatsune Miku: Project DIVA.
Ogura a fost membră al duoului idol japonez YuiKaori alături de Kaori Ishihara. De asemenea, ea a fost membră a grupului StylipS (alături de Ishihara, Arisa Noto și Maho Matsunaga), precum și a grupului pop Happy Style Rookies. Ca actriță de dublaj, Ogura a portretizat personaje anime precum Hinata Hakamada în Ro-Kyu-Bu!, Yunoha Thru în Aquarion Evol, Kokona Aoba în Encouragement of Climb și Tsukiko Tsutsukakushi în The "Hentai" Prince and the Stony Cat. Ca artistă solo, piesa Raise a lui Ogura a fost folosită drept generic de final pentru serialul anime Campione! și s-a situat pe poziția a opta în clasamentul Oricon în 2012. Alte cântece ale persoanjelor anime pe care Ogura le-a interpretat au intrat și ele în top. În 2016, Ogura și-a schimbat agenția Sigma Seven cu Clare Voce. Pe 31 martie 2017, a fost anunțat că YuiKaori se va opri din activitate pe 30 iunie, pentru a le permite celor două membre să se concentreze asupra lor carierelor solo. Pe 30 iunie 2017, YuiKaori a fost desființată. Ogura a absolvit Showa Women's University cu o diplomă de licență în Psihologie în martie 2018. Pe 1 ianuarie 2019, a fost anunțat că Ogura a semnat un contract de dublaj cu UP-FRONT.